# Open Vittel
Het Open Vittel was een golftoernooi dat van 1990-1994 deel uitmaakte van de Europese Challenge Tour.

## Winnaars
- 1990:  Michael Besanceney
- 1991:  Chris Platts
- 1992:  Roy Mackenzie
- 1993:  Jean-Louis Guepy
- 1994:  Jean François Remesy

Roy Mackenzie was de eerste Chileen die op de Europese Tour speelde, Felipe Aguilar was de tweede.